# Croix du Mas
La croix du Mas (ou croix Gaillarde) est une croix monumentale située à Blassac, en France.

## Généralités
La croix est située dans au hameau du Mas, sur le territoire de la commune de Blassac, dans le département de la Haute-Loire, en région Auvergne-Rhône-Alpes, en France.

## Historique
La croix date du XIVe siècle, et aurait été créée pour symboliser la peste et a donc été l'objet de pèlerinage.
La croix est inscrite au titre des monuments historiques par arrêté du 11 juin 1930.

## Description
La croix est monolithe, c'est-à-dire que la croix et le fût sont d'une seule pièce, et à section octogonale,. Les extrémités de la croix sont ornées de fleurons tréflés en forme de pétales et un motif formant deux crochets marque la délimitation du croisillon, qui, ainsi prend la forme d'une croix grecque,. 
Au niveau iconographique, un Christ est présent d'un coté compris dans une rosace quadrilobé. De l'autre côté, un cercle rosacé à six lobes correspond à la rosace de l'autre côté avec un trèfle à six lobes,.